# Нітта Йосісада
Нітта Йосісада (яп. 新田義貞, にったよしさだ; 1301 ― 17 серпня 1338) — японський державний і військовий діяч, полководець кінця періоду Камакура — початку періоду Намбокутьо.

## Короткі відомості
Нітта Йосісада народився 1301 року в маєтку Нітта провінції Кодзуке у самурайській родині місцевого володаря, Нітти Томоудзі. Хоча рід Нітта походив від старовинного роду Мінамото, представники якого заснували Камакурський сьоґунат сіккени Ходзьо, керівники цього сьоґунату, ставилися до Нітт зневажливо, як до пересічних самураїв-ґокенінів.
У 1331 році Йосісада вперше взяв участь у військовій кампанії сьоґунату під час облоги замку Тіхая. Проте, не дочекавшись завершення кампанії, він повернувся без дозволу на батьківщину. 
У 1333 році Йосісада відгукнувся на заклик принца Морійосі знищити Ходзьо і підняв війська проти сьоґунату. Він об'єднався із силами родичів у провінціях Кодзуке та Етіґо, переміг армії сьоґунату у битвах при Котесіґахара та Бубайґахара, і 4 липня захопив Камакуру. Сьоґунат було ліквідовано, а сіккен Ходзьо Такатокі разом із родичами і сановниками вчинили самогубство. За це Імператор Ґо-Дайґо призначив Йосісаду провінціалом Етіґо, головою Відомства воїнів, а згодом — Лівим генералом Імператорської гвардії. 
Під час реставрації Кемму Нітта Йосісада вів боротьбу із Асікаґою Такаудзі за лідерство у середовищі самураїв. Коли останній підняв повстання проти Імператора і у 1335 році вирушив на завоювання регіону Канто, Йосісада зустрівся із його військами у битві при Хаконе-Такеносіта. Хоча Йосісада програв бій, його сили невдовзі вибили Такаудзі з Кіото і змусили тікати до Кюсю. 
У 1336 році Такаудзі знову зібрав війська, розбив сили Йосісади і Кусунокі Масасіґе у битвах при Мінатоґава і Ікутаноморі, і повернув собі столицю. Переможений полководець перебрався до провінції Етідзен, у замок Канаґасакі, де планував створити оплот для  боротьби з противником, але його планам не судилося здійснитися: у 1337 році замок було захоплено військами Такаудзі, а син Йосісади, Нітта Йосіакі, наклав на себе руки. 
Наступного, 1338 року, Йосісада, який відступав на північ до своїх земель із невеликим загоном супроводу, потравив у засідку, організовану Сібою Такацуне і ченцями монастиря Хейсендзі. У нерівному бою загинули усі самураї Йосісади, а він сам був смертельно поранений стрілою у чоло.
З кінця 19 і до середини 20 століття Нітта Йосісада зображався у історичній літературі як справжній японець, борець за справу Імператора.